# Edward Mokrzecki

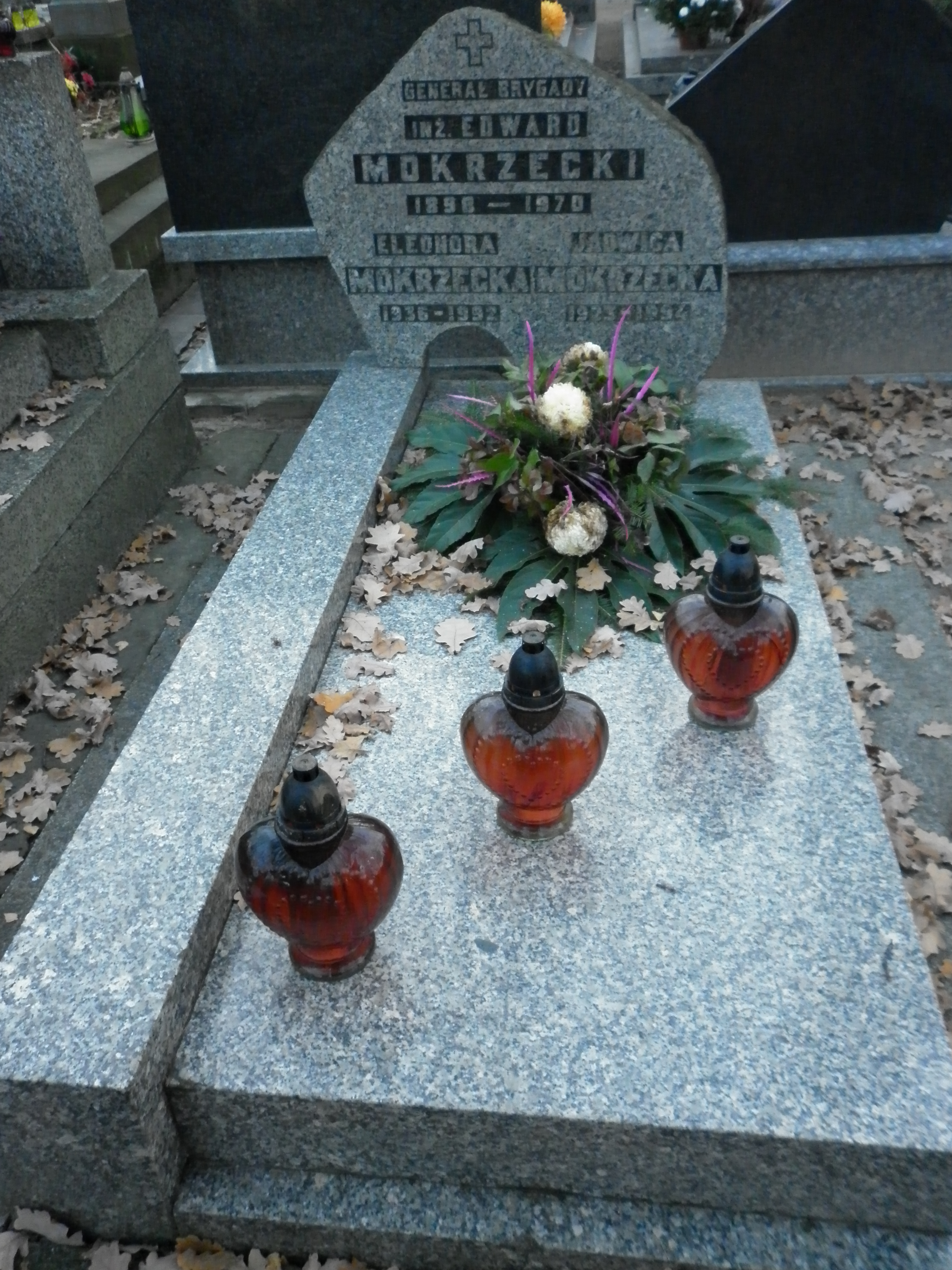
Grób Edwarda Mokrzeckiego na Wojskowych Powązkach

Edward Mokrzecki (ur. 21 października 1898 w Wilnie, zm. 23 stycznia 1970 w Warszawie) – podpułkownik Armii Czerwonej, generał brygady LWP.
W 1915 ewakuowany z Wilna do Piotrogrodu, w 1917 powołany do rosyjskiej armii, żołnierz kompanii telegraficznej w Rewlu, później wstąpił do Armii Czerwonej. Dowódca plutonu i szef łączności dywizjonu artylerii, potem adiutant dowódcy, 1918–1920 brał udział w walkach z „białymi”. Od 1925 członek Wszechzwiązkowej Komunistycznej Partii (bolszewików). 1925–1926 dowódca baterii, 1930–1934 studiował w Akademii Inżynierii im. Dzierżyńskiego w Leningradzie, od 1936 major, od kwietnia 1942 podpułkownik. Wykładowca Artyleryjskiej Szkoły Technicznej w Tambowie. W grudniu 1943 skierowany do służby w Armii Polskiej w ZSRR, p.o. szefa służby amunicyjnej 1 DP im. Kościuszki. Od marca 1944 szef Wydziału Amunicji Sztabu 1 Armii WP. Walczył k. Dęblina i Puław, na przyczółku warecko-magnuszewskim latem 1944, w operacji warszawskiej w styczniu 1945, III-IV 1945 na Wale Pomorskim, w Kołobrzegu, nad Odrą i przy zdobyciu Berlina. Po wojnie został szefem uzbrojenia dowództwa Okręgu Wojskowego w Łodzi, a w kwietniu 1946 – dowództwa OW w Poznaniu. Od 1 sierpnia 1946 pułkownik, od lipca 1954 generał brygady. We wrześniu 1949 uzyskał polskie obywatelstwo i zwolnienie z obywatelstwa sowieckiego. Od grudnia 1946 pracownik Departamentu Uzbrojenia MON, w którym kierował wydziałami, w listopadzie 1949 został zastępcą szefa, a w czerwcu 1952 szefem tego departamentu (do 1960). Potem był zastępcą szefa Biura Studiów Sztabu Generalnego WP ds. techniki i uzbrojenia. Jesienią 1963 zwolniony ze służby i przeniesiony w stan spoczynku. Pochowany na cmentarzu Powązki Wojskowe w Warszawie (kwatera B14-5-8).

## Odznaczenia
- Krzyż Komandorski Orderu Odrodzenia Polski (1962)
- Krzyż Oficerski Orderu Odrodzenia Polski (1954)
- Złoty Krzyż Zasługi (1947)
- Srebrny Krzyż Zasługi (dwukrotnie w 1945)
- Medal 10-lecia Polski Ludowej
- Złoty Medal „Siły Zbrojne w Służbie Ojczyzny” (1958)
- Order Lenina (1945)
- Order Czerwonego Sztandaru (dwukrotnie)
- Order Wojny Ojczyźnianej I stopnia (1945)
- Order Wojny Ojczyźnianej II stopnia (1947)
- Medal za Zwycięstwo nad Niemcami w Wielkiej Wojnie Ojczyźnianej 1941-1945 (1945)
- Medal „Za wyzwolenie Warszawy” (1945)
- Medal „Za zdobycie Berlina” (1945)

i inne.